# Rila Fukushima
Rila Fukushima (福島 リラ Fukushima Rira?,  Tokio, Japón, 16 de enero de 1980) es una modelo y actriz japonesa.

## Vida y carrera
Fukushima nació y creció en la ciudad de Tokio. Ya en los primeros años de su infancia, mostró que estaba interesada en la moda y las supermodelos.
Originalmente ella intento asegurarse una posición como agente de modelos en una agencia de Tokio, fue persuadida para intentar modelar ella misma. Su carrera ha incluido el trabajo con una multitud de etiquetas y marcas en diversas campañas de publicidad en los medios impresos y de movimiento.
Fukushima también protagonizó en el 2013 la película de superhéroes de Marvel The Wolverine como el segundo papel principal femenino Yukio y en 2014, ella aparece en el drama de Taiga Gunshi Kanbei como Omichi.
En agosto de 2014, se informó de que Fukushima reemplazaría a la actriz Devon Aoki en el papel de Tatsu Yamashiro/Katana de la tercera temporada de The CW programa de televisión Arrow. En 2015 se unió al elenco de la serie de HBO Juego de Tronos en la Temporada 5 como la Sacerdotisa Roja en Volantis.

## Filmografía

### Películas
| Año  | Título                           | Papel            | Notas |
| ---- | -------------------------------- | ---------------- | ----- |
| 2010 | Karma: A Very Twisted Love Story | Rei              | Corto |
| 2013 | The Wolverine                    | Yukio            |       |
| 2014 | Twilight: Saya in Sasara         | Erica            |       |
| 2015 | Gonin Saga                       | Yoichi           |       |
| 2016 | Terra Formars                    | Sakakibara       |       |
| 2017 | Ghost in the Shell               | Red Robed Geisha |       |
| 2019 | Listen to the Universe           | Jennifer Chang   |       |
| 2021 | Annette                          | Enfermera        |       |
| 2023 | Electric Child                   | ----             |       |

### Televisión
| Año         | Título                                 | Papel                    | Red     |
| ----------- | -------------------------------------- | ------------------------ | ------- |
| 2004 - 2007 | Manual de supervivencia escolar de Ned | Personaje recurrente     | NHK     |
| 2014        | Gunshi Kanbei                          | Omichi                   | NHK     |
| 2014        | The Long Goodbye                       | Lily                     | NHK     |
| 2014 - 2019 | Arrow                                  | Tatsu Yamashiro / Katana | CW      |
| 2015        | Juego de Tronos                        | Sacerdotisa Roja         | HBO     |
| 2017        | Million Yen Women                      | Minami Shirakawa         |         |
| 2018        | Blindspot                              | Akiko                    | NBC     |
| 2020        | Castlevania                            | Sumi                     | Voz     |
| 2020        | S.W.A.T                                | Rio                      | CBS     |
| 2025        | Gannibal (Season 2)                    | Beni Gotō                | Disney+ |